# Melittomma panamensis
Melittomma panamensis is een keversoort uit de familie Lymexylidae. De wetenschappelijke naam van de soort is voor het eerst geldig gepubliceerd in 2001 door Fonseca & Vieira.